# 吉野三香
吉野 三香（よしの みか、1969年5月27日 - ）は、日本のテレビキャスター、MC。神奈川県出身。慶應義塾大学法学部政治学科卒業。

## 来歴
幼少期をオーストラリア・シドニー、アメリカ・ワシントンD.C.にて過ごす。高校は、留学先のカリフォルニア州カストロバレー高等学校を卒業し、帰国後、慶應義塾大学に入学。在学中にテレビ朝日「CNNヘッドライン」初のキャスター公募に応募。同時に日本ケーブルテレビジョン主催のキャスターオーディションにも出場し、アメリカ・ジョージア州にあるCNN本部のお墨付きを得て、放送デビューする。
トライリンガルを目指し、90年代後半には、中国へ何度か短期留学。北京大学や、北京語言文化大学で普通話を学ぶ。漢語水平考試（旧HSK）9級を取得した。

## 主な出演番組
- CNNヘッドライン（テレビ朝日）
- CNN東京プライム（日本ケーブルテレビジョン）
- J-WAVE ミュージックデリバリー（FMジャパン）
- Big Gig Japan（香港スターテレビ）
- ASIA LIVE(NHK）
- おはよう世界のトップニュース（NHK）